# کیجی تامادا
کیجی تامادا (به انگلیسی: Keiji Tamada) بازیکن فوتبال اهل ژاپن و عضو تیم ملی فوتبال ژاپن است که در تاریخ ۳۱ مارس ۲۰۰۴ میلادی اولین بازی ملی‌اش را انجام داد. او در ۷۲ بازی ملی حضور داشت و آخرین بازی ملی خود را در تاریخ ۲۹ ژوئن ۲۰۱۰ میلادی انجام داد. کیجی تامادا در بازی‌های ملی‌اش
۱۶ گل به ثمر رساند.